# Julian Osswald
Julian Osswald (* 3. Oktober 1965 in Freiburg im Breisgau) ist ein deutscher Politiker (CDU). Von 2008 bis 2024 war er Oberbürgermeister von Freudenstadt.

## Leben
Julian Osswald, Sohn des Soziologen und SPD-Politikers Klaus-Dieter Osswald, besuchte das Kant-Gymnasium in Weil am Rhein und leistete seinen Wehrdienst in der 10. Panzerdivision in Fahl/Feldberg ab. Anschließend absolvierte er von 1987 bis 1994 ein Studium zum Diplom-Geographen mit Schwerpunkt Wirtschaftsgeographie an der Universität Stuttgart (Vertiefung Raumordnung/Entwicklungsplanung und Städtebau).
Nach Abschluss seines Studiums arbeitete er bis zum Jahr 2000 als Projektleiter im Bereich städtebauliche Erneuerung, vorbereitende Bauleitplanung sowie Bodenordnung und Erschließung bei "Landsiedlung Baden-Württemberg GmbH, Stuttgart". Dort leitete er ab 1998 die Sparte Bodenordnung und Erschließung und ab 1999 zusätzlich die Außenstelle Ulm.
Ein Jahr später wurde er als Assistent am Studiengang Immobilienwirtschaft in der Fachhochschule Nürtingen, Standort Geislingen/Steige übernommen und war von 2001 bis zu seiner Ernennung zum Verbandsdirektor Forschungsassistent im Projekt „Netzbasiertes Lernen für die Immobilienwirtschaft“ des Bundesministeriums für Wirtschaft und Technologie.
Von 2002 bis 2008 leitete Osswald als Verbandsdirektor den Regionalverband Donau-Iller. Er übte in dieser Zeit zusätzlich Lehrtätigkeiten an der Akademie der Wohnungs- und Immobilienwirtschaft, Nürtingen und an der Hochschule Nürtingen/Geislingen auf dem Feld der Immobilienwirtschaft aus.
Seit September 2018 ist er Mitglied im Hochschulrat der Hochschule für öffentliche Verwaltung Kehl. Im November 2021 wurde er stellvertretender Vorsitzender des Hochschulrats.
Osswald ist verheiratet und hat drei Kinder.

## Politik
Seit 2005 gehört Osswald der CDU an. 2008 wurde er mit 82,48 % der abgegebenen gültigen Stimmen zum Oberbürgermeister von Freudenstadt gewählt. Im gleichen Jahr wurde er Mitglied in verschiedenen lokalen Parteivorstandsgremien der CDU. Seit 2009 ist er Mitglied des Kreistags des Landkreises Freudenstadt für die CDU sowie ein Jahr später Mitglied im Landesvorstand des Verband kommunaler Unternehmen Baden-Württemberg. Im Jahr 2011 übernahm er den Vorsitz der KPV Nordbaden, den er bis Ende 2016 innehatte.
Am 24. April 2016 stellte sich Osswald zur Wiederwahl als Oberbürgermeister der Großen Kreisstadt Freudenstadt und wurde mit 92,89 % bei 26 % Wahlbeteiligung für weitere acht Jahre im Amt bestätigt.
Bei der Oberbürgermeisterwahl 2024 kandidierte Osswald nicht erneut. Er amtierte bis Anfang Juli 2024; ihm folgte Adrian Sonder nach.

## Veröffentlichungen
- Julian Osswald und Bruno Schmid: Die Realisierung des interkommunalen Gewerbe- und Industriegebietes „An der B 311“ in Munderkingen. In: Die Gemeinde (BWGZ). Ausgabe 20/97. Hrsg. Gemeindetag Baden-Württemberg. Stuttgart 1997.
- Regionalverband Donau-Iller – Heimlich erfolgreich - . In: intra Region Bremen. Dokumentation der Regionalgespräche „Wege zu mehr Verbindlichkeit“. Hrsg.: Regionale Arbeitsgemeinschaft Bremen/Niedersachsen. Syke 2003.
- Moderne Einkaufs- und Erlebnisregion mit mehr als 500.000 Kunden. In: Wirtschaftsstandort Ulm/Neu-Ulm. Europäischer Wirtschaftsverlag. Darmstadt 2003.
- Julian Osswald und Tobias Meigel: Der Stadtentwicklungsverband Ulm/Neu-Ulm als Beispiel einer flächenrelevanten interkommunalen Kooperation. In: Flächenmanagement. Grundlagen für eine nachhaltige Siedlungsentwicklung mit Fallbeispielen aus Bayern. Hrsg.: Hubert Job, Marco Pütz. Arbeitsmaterial der Akademie für Raumforschung und Landesplanung. Hannover 2006. Nr. 322.